# Sèrie 3400 de FGV
La sèrie 3400 de FGV, també coneguda al seus inicis com a sèrie 3400 de FEVE i popularment com a "belgues" o "fabiolos" per la seua procedència fou una sèrie de trens elèctrics emprats primer per FEVE i posteriorment per FGV com a material rodant a la xarxa d'ample mètric de València entre els anys 1972 i 1990.

## Història

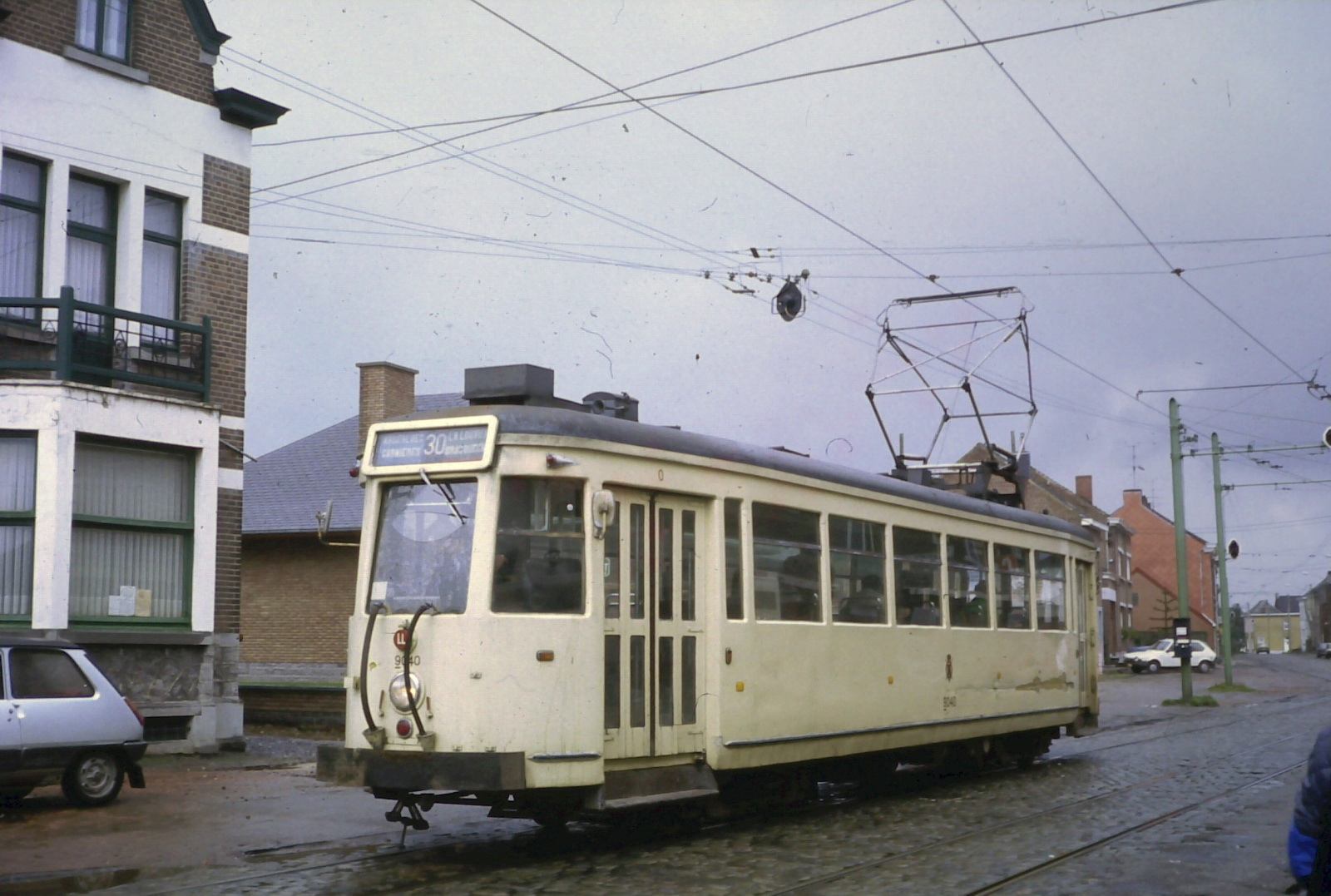
SNCV Type S a Anderlues (1981)

Les unitats originals del que posteriorment seria la sèrie 3400 de FEVE/FGV es construiren entre els anys 1953 i 1959 amb el nom de Type S per a la Societat Nacional dels Camins de Ferro Veïnals (SNCV) de Bèlgica. L'any 1962, el Ferrocarril de Carreño, una línia asturiana d'ample mètric de 27 quilòmetres que connectava Gijón i Avilés, comprà a la SNCV quatre cotxes motors i huit remolcs. El 1966 la mateixa companyia asturiana comprà a la belga quatre cotxes motors i sis remolcs.

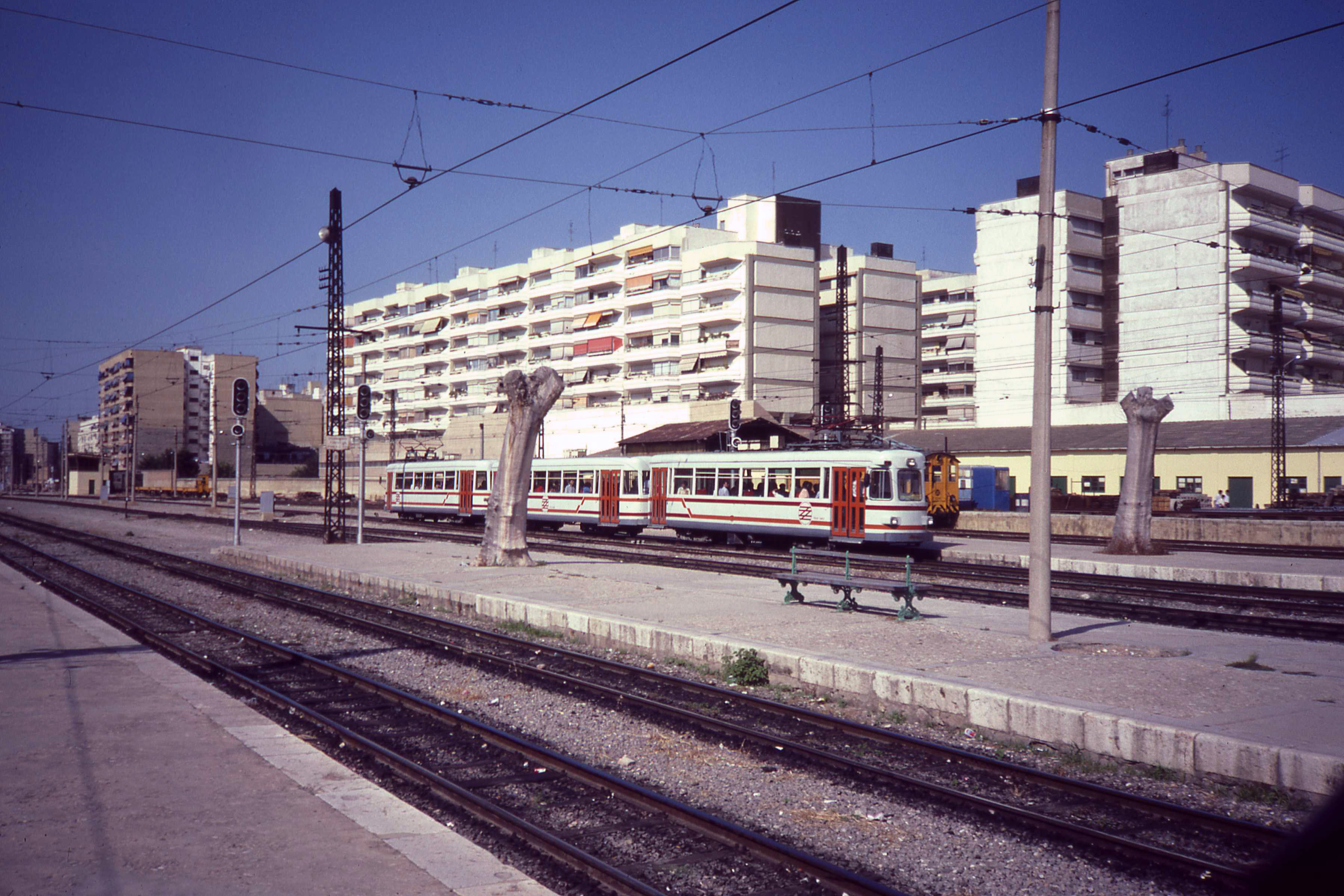
UT FEVE a Pont de Fusta (1987)

No seria fins a l'any 1972 quan la sèrie 3400 arribaria a València: el gener d'aquell any arribaren al Grau de València doce cotxes motors i sis remolcs del Type S. Aquestes unitats foren adquirides pels Ferrocarrils Espanyols de Via Estreta (FEVE), que havia absorbit la Companyia de Tramvies i Ferrocarrils de València (CTFV) el 1965. El total de les línies de FEVE a l'àrea metropolitana era de 104 quilòmetres, dividits entre nord i sud sense connexió. Les recentment adquirides unitats anaven destinades a la xarxa nord, és a dir, a les línies des de l'estació del Pont de Fusta fins al Grau, Rafelbunyol, Bétera i Llíria. Els passatgers es trobaren amb una comoditat mai abans vista al trenet de València amb seients tous i tapissats, il·luminació fluorescent interior i calefacció elèctrica entre d'altres característiques.

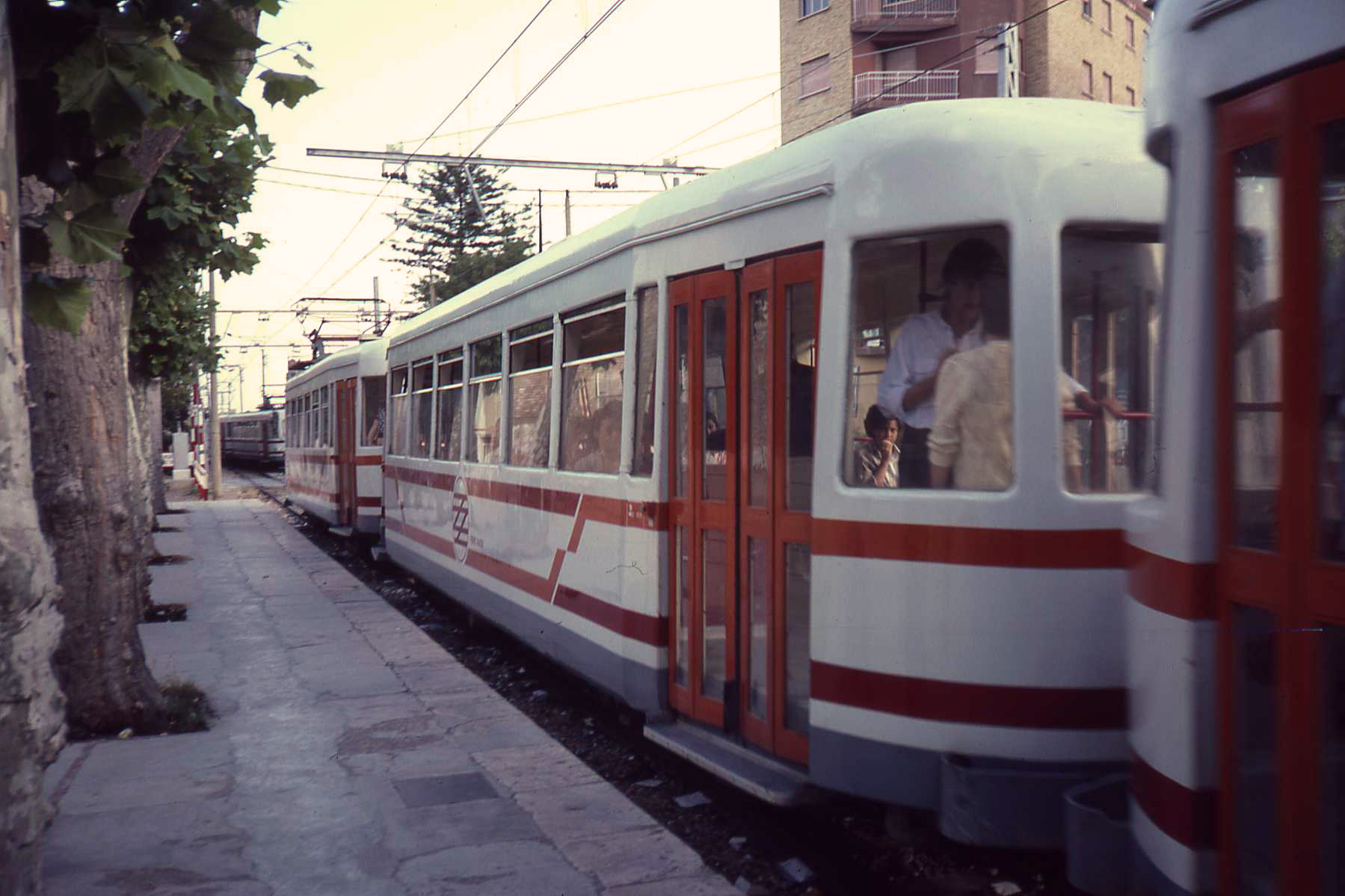
Remolc FEVE 3400 (1987)

FEVE introduí la denominació 3400 per als motors i 6400 per als remolcs. Així, la primigènia sèrie 3400 comprenia les unitats entre la 3401 a 3412 i 6401 a 6406, formant-se sis composicions de tres cotxes motor-remolc-motor. Després de les necessàries adequacions als tallers de Pont de Fusta, d'entre les quals hi havia l'instal·lació de mampares entre la cabina de conducció i la sala de passatgers i la restructuració dels fars davanters, les sis composicions entraren en servici entre juliol de 1972 i desembre de 1973; a més, des del principi foren pintats amb la nova identitat corporativa en blau i argent.
Quan el 1974 el Ferrocarril del Carreño també fou absorbit per FEVE, les unitats belgues astuarianes passaren a la xarxa valenciana. Anys després, el 1977, van ser enviats des d'Astúries a València els remolcs ja apartats 6410, 6411, 6413 i 6420. L'objectiu era la recomposició del tren 3411-6406-3412 gairebé destruït pel seu atropellament pel talgo Mare Nostrum al Cabanyal. S'utilitzaren els 6410 i 6420 mentre que els 6411 i 6413 quedaven apartats a Pont de Fusta fins al seu desballestament. Per fi, amb l'electrificació a 1500 V de la línia del Carreño el 1981, totes les unitats que encara hi quedava (cinc cotxes motors i deu remolcs) va ser enviat a València.

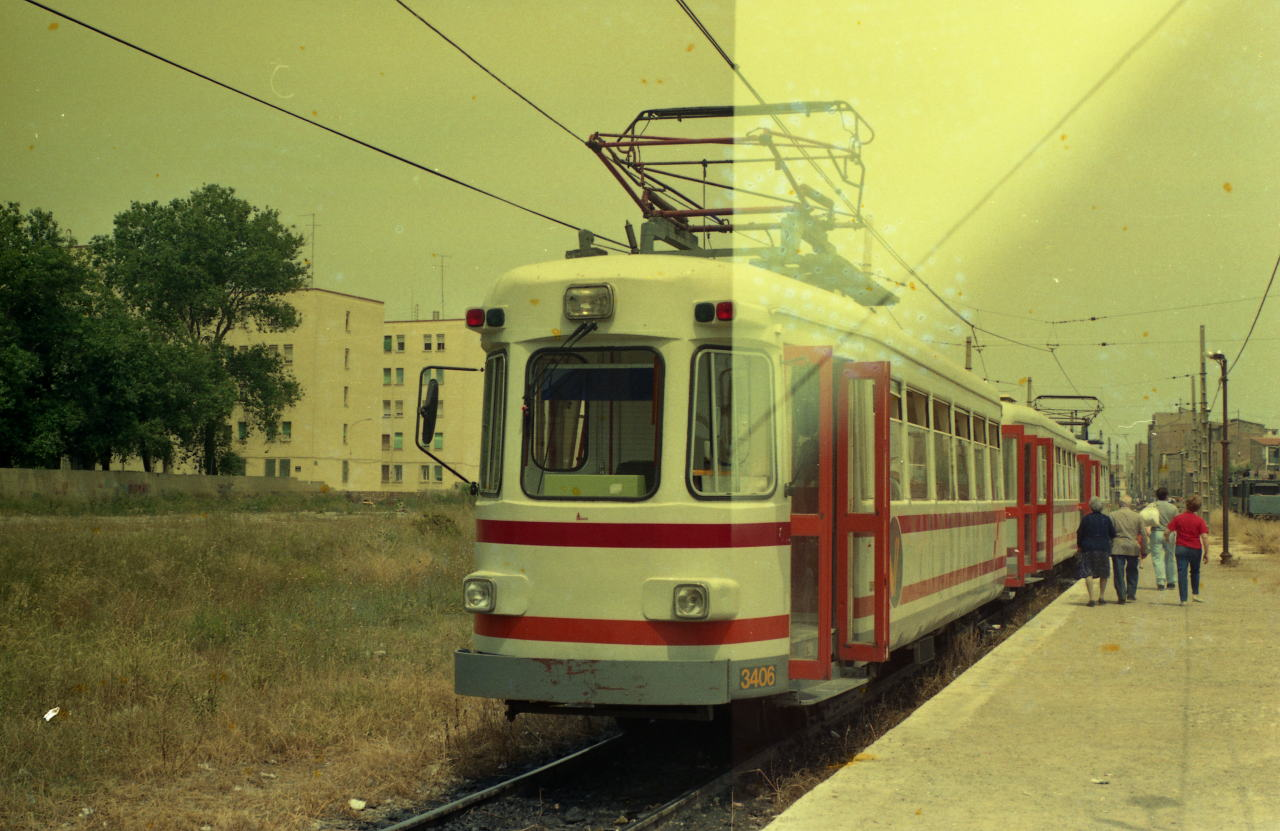
Unitat 3406 de FGV al Grau

L'any 1984, FEVE decidí perllongar la vida útil de la sèrie 3400 i encarregà a MACOSA una important rehabilitació què afectà tant a parts elèctriques com a l'interiorisme i, a més, els colors exteriors canviaren als nous crema i roig. Entre setembre de 1985 i juny de 1986 tornaren al servici. No obstant això, FGV els retirà del servici només cinc anys després de la transformació, el 31 de gener de 1990, degut al tancament de la línia 4 de FGV al grau i la posterior reconversió de la línia en tramvia el 1994. Al servici de la línia 3 de FGV aquestes unitats foren substituïdes per la sèrie 3500 de FGV, una remodelació de la sèrie 1000 de FGV.
Malgrat que la majoria de les unitats foren desballestades, encara queden algunes com ara la de FEVE transformada en tramvia d'hidrògen a la xarxa asturiana, altres abandonades en poder de particulars, una unitat als magatzems de FGV a Torrent a l'espera de ser restaurada i, finalment, la unitat 3418 que fou restaurada d'origen i es troba al Museu Basc del Ferrocarril.